# Sara Uribe Sánchez
Sara María Uribe Sánchez (Santiago de Querétaro, 1978), más conocida como Sara Uribe, es una escritora mexicana. Radicó de 1996 a 2016 en Tampico y Ciudad Victoria, Tamaulipas. En 2017 trasladó su residencia a la Ciudad de México. Es licenciada en filosofía por el Instituto de Estudios Superiores de Tamaulipas y maestra y doctoranda en letras modernas por la Universidad Iberoamericana de la Ciudad de México. Fue becaria del programa Jóvenes Creadores del FONCA (2006-2007) y del Programa de Estímulo a la Creación y Desarrollo Artístico (PECDA).
A lo largo de su carrera ha recibido diversos premios y reconocimientos, entre ellos: el Premio de Literatura del Noreste Carmen Alardín (2004), el Premio Nacional de Poesía Clemente López Trujillo (2004-2005) y el Premio Nacional de Poesía Tijuana (2005).
Asimismo, ha impartido el taller de Creación Literaria "El Oficio de Escribir" y fue participante en el Festival Internacional de Literatura Letras del Mundo en Tamaulipas 2006. Ha colaborado con diferentes revistas como lo es: Blanco Móvil, Saloma letras entre ríos, Shearsman (traducción de Toshiya Kamei) y Tierra Adentro (Enciclopedia de la Literatura (ELEM, s.f).
.)

## Obras selectas
- Lo que no imaginas… (2005)
- Palabras más palabras menos (2006)
- Nunca quise detener el tiempo (2007)
- Antígona González (2012)
- Siam (2012)
- Abroche su cinturón mientras esté sentado (2017)
- Un montón de escritura para nada (2019)
- Antología Tsunami (Sexto Piso, 2018)

## Premios
- Premio de Literatura del Noreste Carmen Alardín (2004)
- Premio Nacional de Poesía Clemente López Trujillo dentro de la Bienal de Literatura de Yucatán (2004-2005)
- Premio Nacional de Poesía Tijuana (2005)

## Antígona González
Antigona González (Surplus Ediciones, 2011) nació de la sugerencia de la actriz Sandra Muñoz, quien le pidió a Sara Uribe (Querétaro, 1978) que creara una obra conceptual sobre la masacre de migrantes en San Fernando, Tamaulipas, para crear una reflexión sobre el arte, desaparición y duelo. La poeta se dedicó a tejer citas con hechos, notas rojas, testimonios e información de la web. En este libro, Sara Uribe establece una analogía entre la tragedia de Sófocles y la tragedia mexicana, mientras investiga la situación social de los migrantes en el norte de México. Antígona González retrata lo que nos penetra tanto en  público como en privado: el miedo a la desaparición de la coacción, la falta de cooperación de las autoridades, el cambio de lenguajes, el proceso de escritura y factores de interpretación para cada lectura. Antígona González  busca el cuerpo de su hermano; quiere dar el cuerpo a lo ausente para poder despedirse (Periódico de Poesía, Jiménez, Ana Karen, 2019)